# Крузейру-ду-Сул (Риу-Гранди-ду-Сул)
Крузейру-ду-Сул (порт. Cruzeiro do Sul) — муниципалитет в Бразилии, входит в штат Риу-Гранди-ду-Сул. Составная часть мезорегиона Восточно-центральная часть штата Риу-Гранди-ду-Сул. Входит в экономико-статистический микрорегион Лажеаду-Эстрела. Население составляет 12 421 человек на 2006 год. Занимает площадь 155,220 км². Плотность населения — 80,0 чел./км².

## История
Город основан 22 ноября 1963 года.

## Статистика
- Валовой внутренний продукт на 2003 составляет 103 145 555,00 реалов (данные: Бразильский институт географии и статистики).
- Валовой внутренний продукт на душу населения на 2003 составляет 8542,78 реала (данные: Бразильский институт географии и статистики).
- Индекс развития человеческого потенциала на 2000 составляет 0,802 (данные: Программа развития ООН).